# Protestos antiguerra na Rússia (2022-presente)

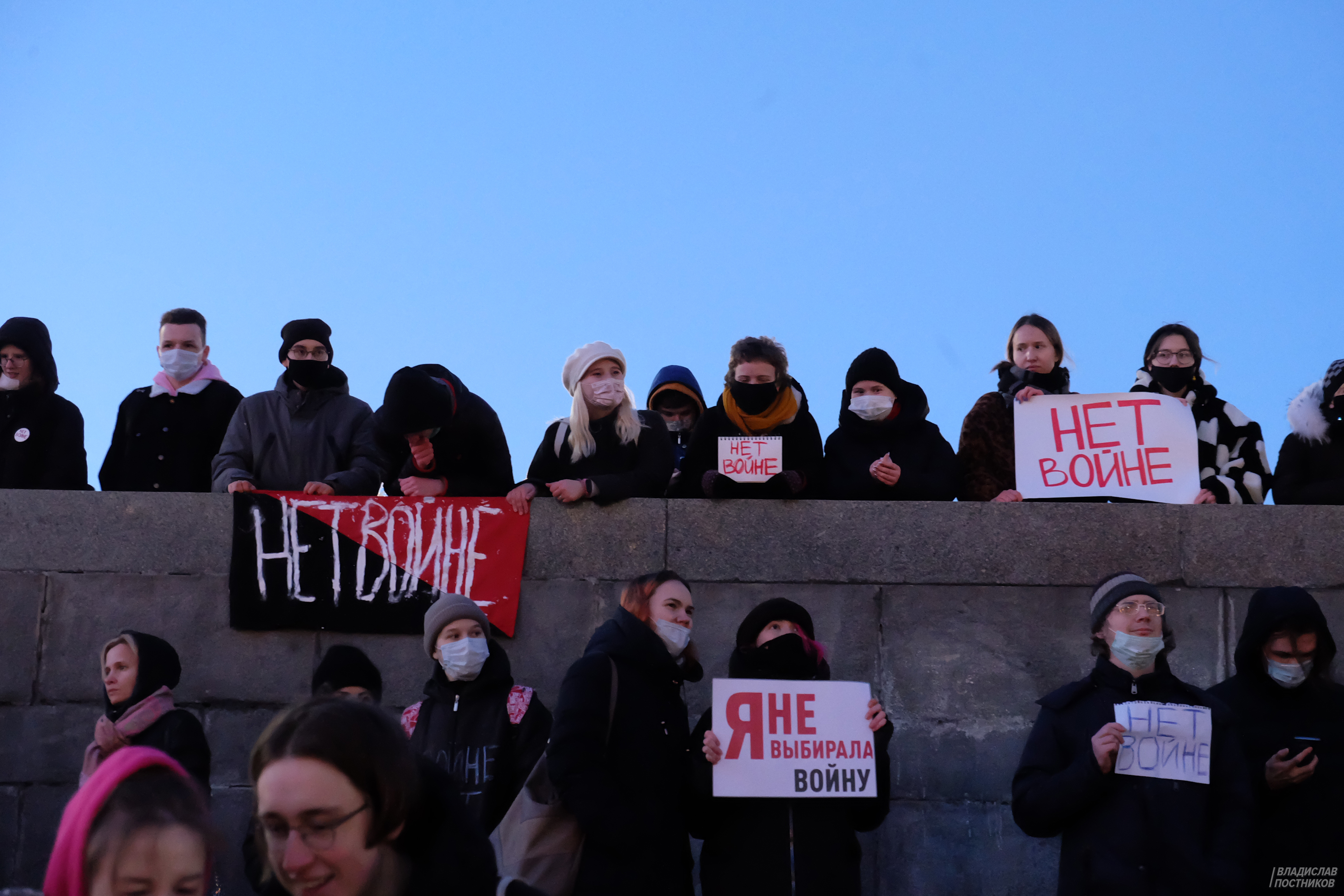
Manifestantes protestando contra a invasão russa da Ucrânia em Ecaterimburgo em fevereiro de 2022

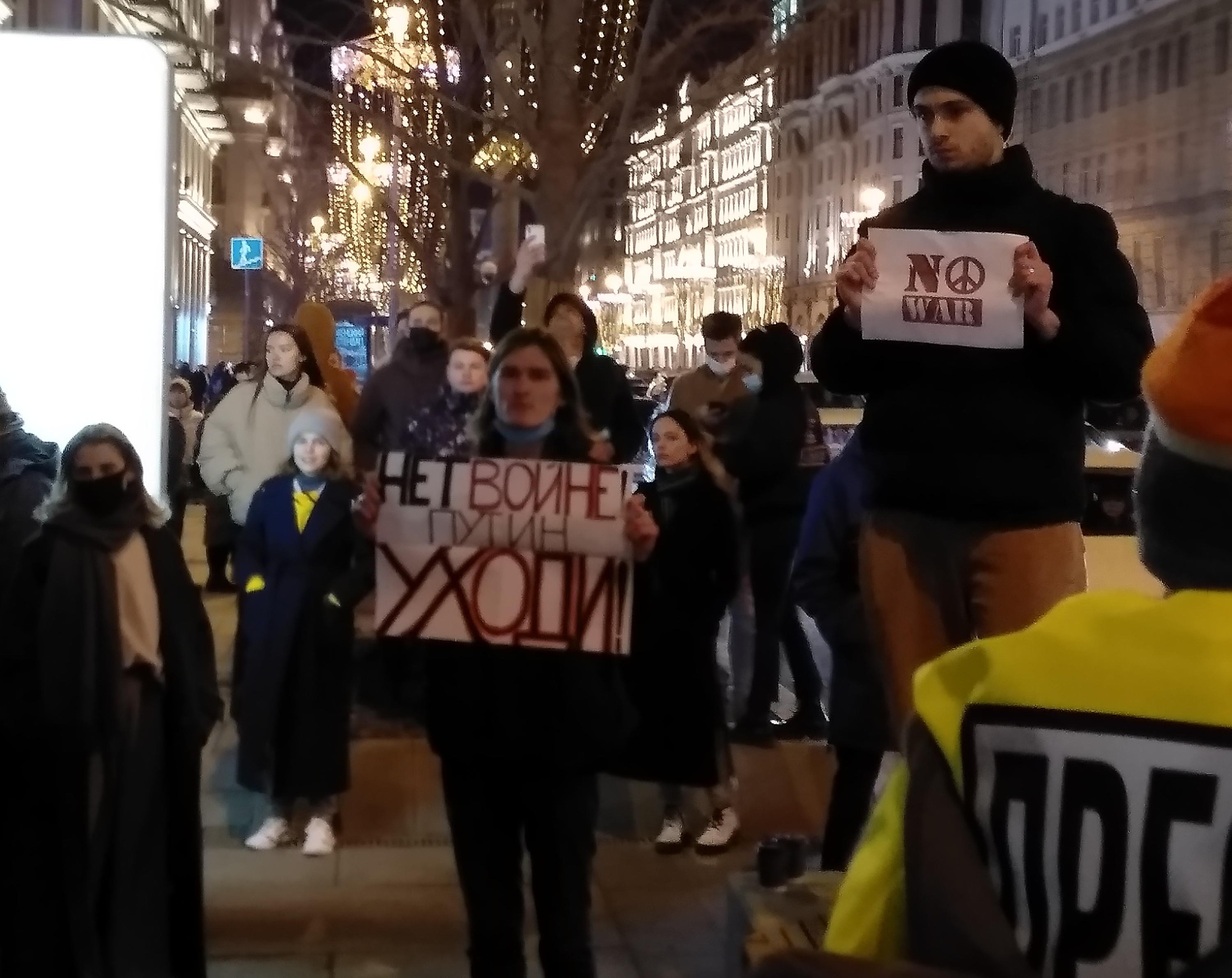
Protesto em Moscou contra a guerra na Ucrânia em fevereiro de 2022

Os protestos antiguerra na Rússia eclodiram após a invasão russa da Ucrânia em 24 de fevereiro de 2022, manifestações e protestos anti-guerra eclodiram em todo o território russo. Para além das manifestações, foram redigidas diversas petições e cartas abertas em oposição à guerra e diversas figuras públicas, tanto culturais como políticas, divulgaram declarações contra a guerra.
Os protestos foram recebidos com repressão generalizada por parte das autoridades russas. Segundo a organização não governamental OVD-Info, pelo menos 14.906 pessoas foram detidas entre 24 de fevereiro e 13 de março.
Organizações de direitos humanos e jornalistas apontaram preocupações em relação a brutalidade policial durante as detenções e a OVD-Info relatou vários casos de manifestantes que foram torturados durante a detenção. O governo russo também tomou medidas para reprimir outras formas de oposição à guerra na Ucrânua, incluindo a introdução de medidas de censura generalizada. Outros indivíduos que assinaram petições antiguerra também enfrentaram represálias. Depois de Putin ter anunciado uma mobilização parcial das reservas militares da Rússia, em 21 de setembro de 2022, mais de duas mil pessoas foram detidas em massivos protestos de rua nos dias posteriores.